# Torre Nuova (Gorgona)
La Torre Nuova è una torre costiera situata sull'isola di Gorgona, nell'Arcipelago Toscano, nel territorio comunale di Livorno. La sua ubicazione è lungo la costa orientale dell'isola, sul promontorio che chiude a nord Cala del Porto, ove sorge l'unico approdo isolano, rivolta verso il tratto del Mar Ligure che separa Gorgona dalla costa toscana.

## Storia e descrizione
La struttura fortificata venne edificata nella seconda metà del Seicento dai Medici, per migliorare il sistema difensivo dell'isola che, lungo la costa orientale, si trovava di fatto sguarnita. Il luogo scelto per la costruzione della torre era probabilmente sede di una preesistente struttura di avvistamento andata precocemente in rovina. Le funzioni della struttura turriforme erano principalmente quelle di avvistamento, anche se all'occorrenza potevano essere esercitate efficaci funzioni difensive in caso di avvicinamento di imbarcazioni sospette al sottostante approdo. Il 13 luglio del 1783, durante una tempesta, un fulmine colpì la polveriera al servizio della batteria di cannoni, che in quel momento conteneva non meno di 2780 libbre di polvere da sparo (quasi 1 tonnellata). L'esplosione che ne seguì devastò parte della torre stessa e delle costruzioni annesse, causando morti e feriti tra il personale militare. Gli stessi cannoni furono scaraventati a molti metri di distanza, tra cui uno di bronzo che fu spezzato in due parti. La potenza della deflagrazione fu tale che il rumore fu percepito anche a Livorno, dove fu inizialmente scambiato per una scossa di terremoto.
Dismessa in epoca ottocentesca, la struttura andò incontro ad un rapido ed inesorabile degrado che la portò in condizioni semidirute nel corso degli anni. Tuttavia, una serie di restauri condotti alla fine del secolo scorso hanno permesso di recuperare il complesso architettonico riportandolo agli antichi splendori.
La Torre Nuova si presenta come una struttura fortificata a sezione quadrangolare, addossata su un lato ad edifici posticci. Il complesso è costituito da un imponente basamento a scarpa disposto su due livelli, culminante con un coronamento di archetti ciechi poggianti su mensole sporgenti che delimita il terrazzamento su cui poggia il soprastante corpo di fabbrica a sezione quadrata, disposto anch'esso su due livelli, che culmina con un tetto di copertura a due fornici. Lungo le strutture murarie rivestite in laterizi si aprono una serie di finestre di forma quadrangolare.